# Столбовий Едуард Олександрович
Едуард Олександрович Столбовий (нар. 5 травня 1972, Малинівка, Харківська область, УРСР) — український футбольний тренер, колишній футболіст, що виступав на позиції воротаря.

## Біографія

### Кар'єра гравця
У юнацькому віці займався футболом у чугуївській ДЮСШ.
У 1993—2001 і 2008 роках виступав за українські футбольні клуби. Протягом кар'єри сумарно провів 123 матчі, в яких пропустив 122 голи, в Першій лізі чемпіонату України в складі охтирського «Нафтовика» та дніпродзержинської «Сталі». В Другій лізі зіграв 23 гру (23 пропущених м'яча) за харківський «Арсенал» і «Оскіл» з Куп'янська. В період виступів за «Арсенал» забив єдиний у своїй професійній кар'єрі гол. Це сталося 20 вересня 2000 року в грі проти запорізького «СДЮШОР-Металурга». Столбовий реалізував пенальті на 75-й хвилині матчу, який завершився перемогою «Арсенала» з рахунком 7:0.
Крім цього, за кар'єру провів 13 матчів, у яких пропустив 12 голів, у Кубку України. Також у складі охтирського «Нафтовика-2» і харківського «Арсеналу» брав участь у Чемпіонат України серед аматорів, сумарно провівши в цьому турнірі 21 гру.
У 2002—2003 роках виступав за нижньокамський «Нафтохімік» у другому дивізіоні чемпіонату Росії.
Найбільших успіхів досяг під час виступів у Казахстані. В 2003—2008 роках, виступаючи за клуби «Акжайик» (Уральськ), «Екібастузець» і «Енергетик-2» (Екібастуз), Столбовий зіграв у вищому дивізіоні казахстанського чемпіонату 129 матчів, у яких пропустив 189 голів. У 2007 році разом з «Екібастузцем» став півфіналістом Кубку Казахстану.
2009 року воротар повернувся в «Акжайик» та провів ще 7 ігор (9 пропущених м’ячів) у другому казахстанському дивізіоні, після чого завершив кар'єру професійного футболіста.

### Тренерська кар'єра
2011 року розпочав тренерську кар'єру, ставши тренером по роботі з воротарями казахстанського «Акжайика». На цій посаді Столбовий пропрацював до 2015 року.
31 жовтня 2014 року одержав у Києві тренерський А-диплом УЄФА.
З 15 квітня 2016 року працював у рівненському «Вересі» в тренерському штабі Володимира Мазяра. Спочатку був асистентом головного тренера, а з 17 червня того ж року став тренером воротарів. 6 травня 2017 року покинув рівненський клуб.
У серпні—листопаді 2017 року був помічником головного тренера Володимира Мазяра у вінниківському «Русі».
Після цього повернувся до казахстанського «Акжайика», і в 2018—2019 роках працював тренером воротарів цього клубу.
З червня 2021 року працював тренером воротарів юнацької (U-19) команди харківського «Металіста 1925», що виступала в Юнацькому чемпіонаті України. 2 липня 2023 року перейшов на роботу в ДЮСШ «Металіст 1925».